# Farkas Bolyai
Farkas Bolyai, w Niemczech znany też jako Wolfgang Bolyai (ur. 9 lutego 1775, zm. 20 listopada 1856) – węgierski matematyk, znany ze swych prac w dziedzinie geometrii.

## Życiorys
Bolyai urodził się w Bolya (Buia), w pobliżu Sybina. Między 6 i 12 rokiem życia uczęszczał do kalwińskiej szkoły w Nagyszeben, gdzie wyróżniał się zdolnościami matematycznymi i językowymi. W wieku 12 lat został nauczycielem ośmioletniego Simona Kemény, syna hrabiego Kemény. Następnie, w okresie 1790–1795 obaj, uczęszczali do kalwińskiego College'u w Kolozsvár (Kluż-Napoka).
Profesor filozofii w Kolozsvár próbował odwieść Bolyai od matematyki i zainteresować go filozofią religijną, bez rezultatu. W 1796 Simon Kemény i Farkas Bolyai ruszyli w podróż edukacyjną do Niemiec, studiowali matematykę w Jenie i Getyndze.
W 1799 wrócił do Kolozsvár, ożenił się z Zsuzsanna Benkö i został w 1802 ojcem Jánosa – późniejszego matematyka.